# Окућница Павловић Јеврема у Трбосиљу
Окућница Павловић Јеврема у Трбосиљу, насељеном месту на територији града Лознице представља непокретно културно добро као споменик културе од великог значаја.

## Историја и изглед
Окућница Јеврема Павловића формирана је на овом месту крајем 18. или почетком 19. века, и чиниле су је две куће за становање, вајат, млекар, качара, кош, хлебна пећ и магаза. Сви ови објекти били су постављени по ободу дворишта, док је у средини је био празан простор, као типична организација сеоских домаћинстава овог краја у 19. веку.